# روني جونز
روني جونز (بالإنجليزية: Ronnie Johns)‏ هو شخصية أعمال وسياسي أمريكي، ولد في يوليو 1949. حزبياً، نشط في الحزب الديمقراطي والحزب الجمهوري. وقد انتخب عضو مجلس ولاية لويزيانا وانتخب عضو مجلس نواب لويزيانا.